# Isoclina

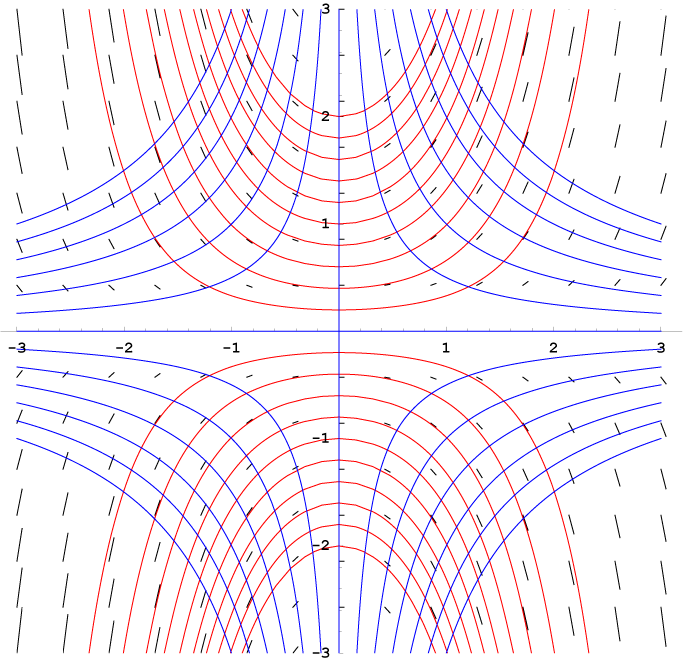
Fig. 1: Isoclines (blau), camp de pendent (negre) i algunes corbes de solucions (vermell) de y'=xy

Donada una família de corbes, que se suposa que és diferenciable, una isoclina per a aquesta família està formada pel conjunt de punts en què algun membre de la família aconsegueix un pendent donat. La paraula prové de les paraules gregues ἴσος (isos), que significa «igual», i la κλίνειν (klínein), que significa «fa pendent». Generalment, una isoclina tindrà la forma d'una corba o la unió d'una petita quantitat de corbes.
Les isoclines s'utilitzen sovint com a mètode gràfic per resoldre equacions diferencials ordinàries. En una equació de la forma y' = f (x, y), les isoclines són línies en el pla (x, y) obtingut establint f (x, y) igual a una constant. Això dona una sèrie de línies (per a diferents constants) al llarg de les quals les corbes de solució tenen el mateix gradient. Mitjançant el càlcul d'aquest gradient per a cada isoclina, es pot visualitzar el camp de pendent; que fa relativament fàcil esbossar corbes de solucions aproximades; com a la fig. 1.

## Altres usos
En la dinàmica de poblacions, el terme «isoclina» fa referència al conjunt de grandàries de la població en què la taxa de canvi d'una població en un parell de poblacions que interactuen és zero.